# New York Jewels
Los New York Jewels fueron un equipo de baloncesto que jugó en la ABL, con sede en la ciudad de Nueva York. Fue fundado en 1931.

## Historia
El equipo nació en 1931 con la denominación de Brooklyn Jewels, y se incorporó a la ABL en 1933. Adoptaron diferentes denominaciones con el paso de los años, tras cambiar repetidamente de sede.
En 1939 consiguieron su primer y único campeonato de la ABL, derrotando en semifinales a los Philadelphia SPHAs, y posteriormente en la final a los Jersey Reds por 3-0.

## Trayectoria
| Año     | Liga | Temp. regular                | Playoffs          |
| ------- | ---- | ---------------------------- | ----------------- |
| 1934/35 | ABL  | 1º (1ª mitad); 5º (2ª mitad) | Finales           |
| 1935/36 | ABL  | 2º (1ª mitad); 3º (2ª mitad) | No se clasificó   |
| 1936/37 | ABL  | 4º (1ª mitad)                | N/A               |
| 1937/38 | ABL  | 2º (1ª mitad); 1º (2ª mitad) | Finales           |
| 1938/39 | ABL  | 4º                           | Campeón           |
| 1939/40 | ABL  | 4º                           | 3º en Round Robin |
| 1940/41 | ABL  | 4º (1ª mitad); 2º (2ª mitad) | No se clasificó   |
| 1941/42 | ABL  | 5º (1º mitad)                | N/A               |
| 1942/43 | ABL  | 5º                           | No se clasificó   |